# Acacia exsudans
Acacia exsudans är en ärtväxtart som beskrevs av Pierre Mouillefert. Acacia exsudans ingår i släktet akacior, och familjen ärtväxter. Inga underarter finns listade i Catalogue of Life.